# Túnel de Tingstad
O Túnel de Tingstad (em sueco: Tingstadstunneln) liga a parte continental da cidade de Gotemburgo à ilha de Hisingen. É um túnel rodoviário de 570 m, passando por debaixo do rio Gota, a uma profundidade de 13 m. Faz parte da E6.